# Tergeste (oli)
Tergeste és una indicació geogràfica italiana amb denominació d'origen protegida per als olis d'oliva verges extra que reuneixin les característiques definides en el seu reglament i compleixin amb tots els requisits que s'hi exigeixen.

## Zona de producció
La zona de producció dels olis d'oliva emparats per la Denominació d'Origen Tergeste està constituïda per terrenys situats a la regió de Friül - Venècia Júlia.